# Louis Emrich
Louis Emrich (auch: Ludwig Friedrich Emrich, * 1893 in Lambrecht (Pfalz); † 1974 in Baden-Baden) war ein deutscher Journalist, Schriftsteller und Prognostiker.
In seinem Buch Der Dritte Weltkrieg von 1948 sah er den Untergang der Menschheit voraus.